# Рапопорт, Кирилл Иосифович
Кири́лл Ио́сифович Рапопо́рт (1926—1983) — советский сценарист и драматург. Заслуженный деятель искусств РСФСР (1982).

## Биография
Родился 10 мая 1926 года в семье Иосифа Рапопорта.
В 1957 окончил сценарную студию при Министерстве культуры СССР (мастерская А. Я. Каплера). Автор пьес и сценариев документальных и художественных фильмов. Заслуженный деятель искусств РСФСР (1982). Член ВКП(б) с 1948 года.
Похоронен в Москве на Новодевичьем кладбище (участок № 2).

## Семья
Был женат на переводчице Татьяне Марковне Рейзен (1930—2018), дочери оперного певца и педагога Марка Рейзена. Дочь — Ольга Кирилловна Рейзен (род. 1956), сценаристка, киновед, доктор искусствоведения.
Дочь — актриса театра «Сатирикон» Анастасия Рапопорт (род. 1969).

## Творчество

### Фильмография
- 1958 — Сержанты
- 1958 — Солдатское сердце
- 1962 — После бала (короткометражный)
- 1963 — Ты не один
- 1964 — След в океане (с Борисом Васильевым)
- 1964 — Страна Оркестрия (мультфильм)
- 1966 — Королевская регата (с Борисом Васильевым)
- 1967? — Инвалид (короткометражный)
- 1967? — Стрелочник (короткометражный)
- 1969 — На пути в Берлин (с Борисом Васильевым)
- 1971 — Инспектор уголовного розыска (с М. Маклярским)
- 1971 — Офицеры (с Борисом Васильевым)
- 1972 — Петерс (с М. Маклярским и А. П. Григулисом)
- 1973 — Будни уголовного розыска (с М. Маклярским)
- 1974 — Мститель из Гянджабасара (с М. Маклярским)
- 1975 — Небо-земля-небо
- 1975 — Стрелы Робин Гуда
- 1976 — Аты-баты, шли солдаты… (с Борисом Васильевым)
- 1976 — Всего одна ночь
- 1978 — Голубые молнии (с Александром Кулешовым)
- 1980 — Жизнь моя армия (с Александром Кулешовым)
- 1980 — Корпус генерала Шубникова
- 1980 — Не стреляйте в белых лебедей (с Борисом Васильевым)
- 1981 — Следствием установлено
- 1983 — Ворота в небо
- 1984 — Особое подразделение
- 1985 — По зову сердца (с Борисом Васильевым)
- 1985 — Последняя индульгенция

### Пьесы
- 1968 — Высшая мера (с М. Маклярским)
- Ракетчики
- Вторая стрелковая
- Пресс-атташе в Токио (с М. Маклярским)
- Сайгонская баллада